# معاهده نیس
معاهده نیس، (به انگلیسی: Treaty of Nice) پس از پیمان اتحادیه اروپا، در فوریه ۲۰۰۱ امضا و از اول فوریه ۲۰۰۳ لازم‌الاجرا شد. این نتیجه کنفرانس بین دولت‌ها بود، که از فوریه ۲۰۰۰ شروع شده بود. موضوع آن توافق بر سر نهادهای اروپایی بود، قبل از آن که اعضای جدید پذیرفته شوند.
پیمان نیس راه اصلاح بنیادی که نیاز بود را باز کرد، در جهت گسترش اتحادیه اروپا با پیوستن آتن و کشورهای جنوب و شرق آن قاره. بعضی از این مفاد به وسیلهٔ پیمان الحاق ۱۰ عضو جدید، که امضا شده بود، اصلاح شد و در آتن، در آوریل ۲۰۰۲ و پیمان لوکزامبورگ در الحاق رومانی و بلغارستان، در آوریل ۲۰۰۵ به توافق رسیدند. بدین ترتیب بیش‌ترین اصلاح معاهده نیس در آتن و لوکزامبورگ صورت گرفت. تغییرات اساسی به وجود آمده در معاهده نیس مربوط به محدود کردن وسعت و ترکیب کمیسیون، گسترش حق رأی با اکثریت و یک وزنه جدیدی از آرای در شورا و تقویت کردن همکاری‌های قابل انعطاف‌تر است.